# Guds stad (film)
Guds stad (originaltitel: Cidade de Deus) är en brasiliansk film från 2002 i regi av Fernando Meirelles, som är baserad på romanen med samma titel av Paulo Lins.

## Handling
Två ungdomar som växer upp i Rio de Janeiros våldsamma och tuffa slumkvarter tar olika vägar i livet. Den ena, Buscapé (svenska: Raketen), blir fotograf, den andra, Zé Pequeno (svenska: Lill-Zé), blir knarklangare och gängledare.

## Medverkande, i urval
| Matheus Nachtergaele | – Sandro Cenoura  |
| Seu Jorge            | – Mané Galinha    |
| Alexandre Rodrigues  | – Buscapé         |
| Leandro Firmino      | – Zé Pequeno      |
| Roberta Rodrigues    | – Berenice        |
| Phellipe Haagensen   | – Bene            |
| Jonathan Haagensen   | – Cabeleira       |
| Douglas Silva        | – Dadinho         |
| Gero Carnilo         | – Paraiba         |
| Jefechander Suplino  | – Alicante        |
| Alice Braga          | – Angélica        |
| Emerson Gomes        | – Barbantinho     |
| Maurício Marques     | – Cabecão         |
| Charles Paraventi    | – Tio Sam         |
| Darlan Cunha         | – Filé com Fritas |
| Graziella Moretto    | – Marina Cintra   |
| Micael Borges        | – Caixa Baixa     |
| Babú Santana         | – Grande          |

## Uppföljare
Guds stad fick en slags uppföljare, eller åtminstone en produktion av samma skapare och i liknande handling, i serieversion, med titeln Människornas stad (Cidade Dos Homens). Serien spelades in i slumområden Rio De Janeiro med lokalbefolkning som skådespelare för att fånga en stark verklighetsupplevelse. Serien visades först 2002 i Brasilien med över 35 miljoner tittare.